# Motte

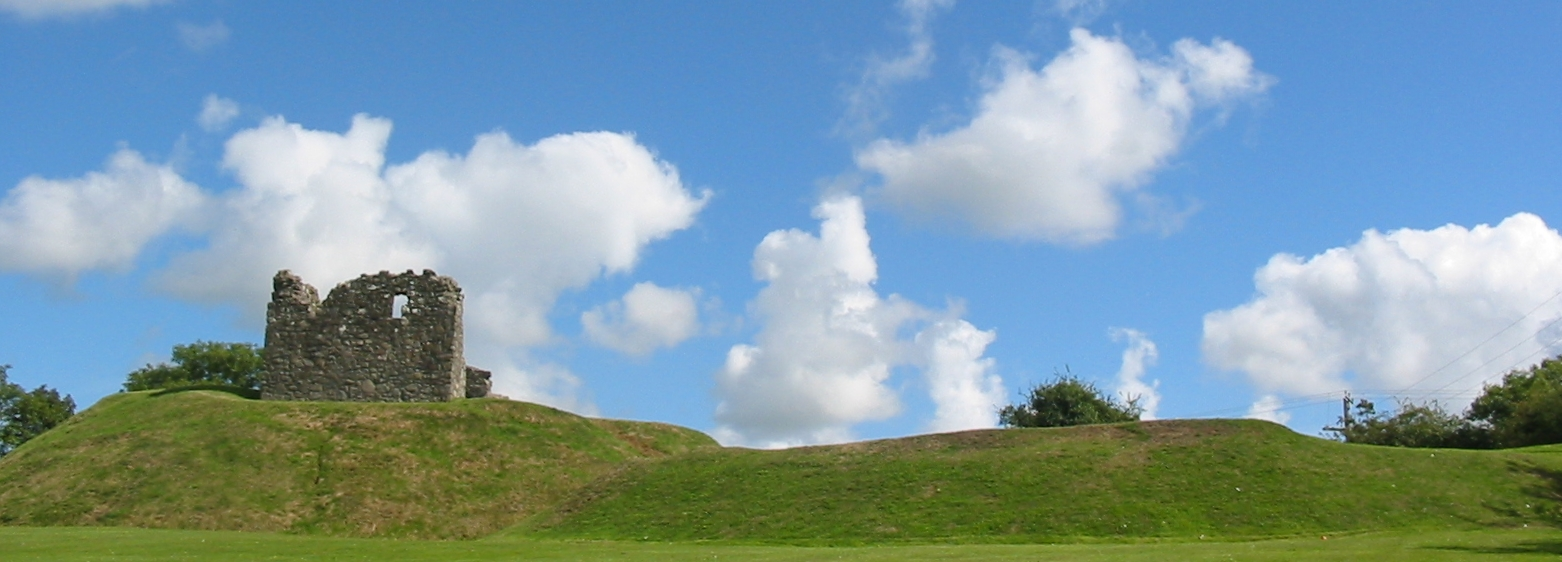
Normann motte Country Down-ban, Írországban

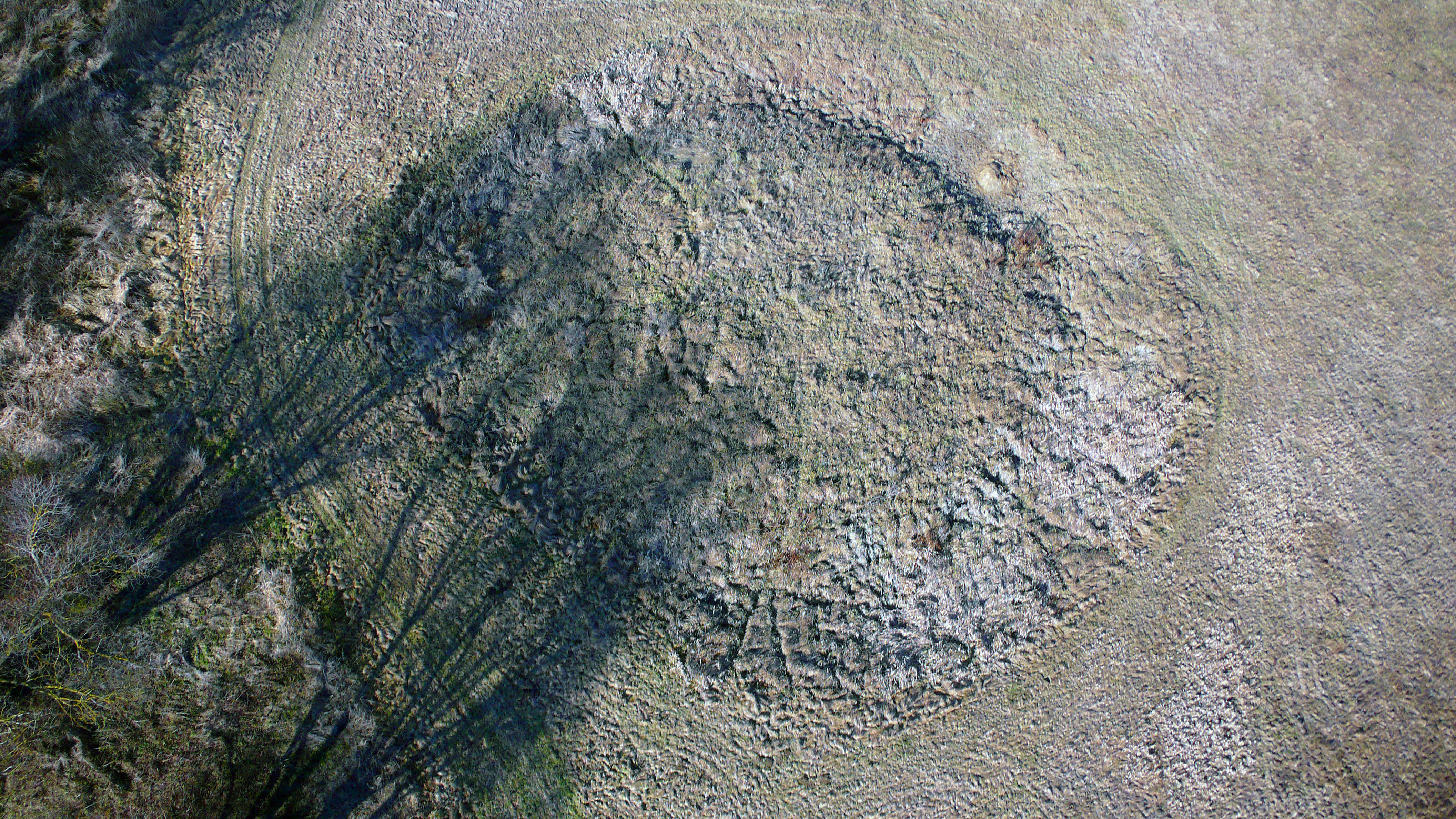
Sorkifalud-Zalak földhalomvárának légifotója

A motte – magyarul földhalomvár — földből felhalmozott, felépítmény elhelyezésére használt, csonkakúp alakú, agyaggal, esetleg faoszlopokkal erősített földvár a kora és java középkorban (900–1300).

## Kialakítása, szerkezete
Többnyire feltöltött, ritkábban lefaragott domb, amelynek felső szintjén (platóján) fából vagy kőből épített, védelemre is alkalmas lakóépítmény és többnyire a terep belátását megkönnyítő fatorony is állt. A magaslatot árokkal vették körül; az abból kitermelt földdel magasították a térszínt. Az árok külső peremén és sokszor a domb belső peremén is palánkot állítottak. A kapu/bejárat védelmét gyakran annak két oldalán emelt fatoronnyal erősítették.
A nagyobb motték (főleg Németországban) alapjának átmérője 100–150 m, tetejüké 20–40 m volt; a mai Franciaországban feltárt motték ezeknél sokkal kisebbek.
A mesterséges domb platóján a torony és az egy-két épület között, illetve mellett szabad térséget hagytak. Azokat a kis alapterületű várakat, amelyek platóját a rajtuk emelt fa- vagy kőépület (ház, torony) teljesen lefedi, a szakirodalom nem motténak, hanem toronyvárnak, illetve magaslatra épült, tornyos földvárnak (Turmhügelburg) nevezi.

### Motte-bailey
A rendszerint a gazdasági épületeket magába foglaló elővár (bailey, németül Vorburg) az eredeti terepen vagy attól feltöltéssel kissé megemelve csatlakozott a várdombhoz.
Harcászati funkciója a kapu/bejárat védelme volt.

## Elterjedése
Rendkívül elterjedt vártípus volt Nyugat- és Közép-Európában. A motte Normandiában a 8. században jelent meg, onnan terjedt át Németországra a 10. században. A Német Birodalomban főleg a száli frank császárok idején szaporodtak meg (pusztán Elzászban több mint hetvenet tártak fel). A 14. századra végképp elavultak és ennek megfelelően elhagyták őket.
Ilyen építményeket Britanniában, Írországban és a Németalföldön is építettek.
Magyarországon a 10. században ilyen várakkal többnyire a leginkább fenyegetett nyugati és keleti határokat erősítették meg. Emellett ilyen várak voltak az alakuló királyi birtokok központjai is.